# تيميس ريغاس
تيميس ريغاس (باليونانية: Θέμης Ρήγας)‏ هو لاعب كرة قدم يوناني في مركز الوسط، ولد في 1945 في باتراس في اليونان، وتوفي في 13 يناير 1984. لعب مع نادي باناتشايكي ‏.